# Divinity: Dragon Commander
Divinity: Dragon Commander — стратегічна рольова гра розроблена і випущена Larian Studios 6 серпня 2013 року для Windows. Це спіноф серії ігор Divinity, який розширив битви драконів представлені у Divinity II. Проєкт отримав здебільшого позитивні відгуки критиків та ігрової спільноти і став першою грою для студії Larian, у якій вони виступили у ролі видавця.

## Ігровий процес

покроковий режим Dragon Commander

Divinity: Dragon Commander — це гібридний проєкт, який містить в собі покрокову стратегію, управління військами в реальному часі, управління драконами від першої особи та рольову гру. Ігровий процес розділений на 3 складові: вирішення усіляких дипломатичних питань, глобальне управління імперією та бій у реальному часі. Залежно від вибору політики гравця, змінюється мотивація населення імперії, і навіть приплив золота чи очок досліджень, які є основними ресурсами у грі. Політичні рішення також впливають і на ставлення рас до правителя: чим вищий рейтинг, тим більша підтримка цих народів під час чергової битви. Також на політичній арені добуваються додаткові стратегічні карти, які можна використовувати для диверсії чи навпаки, щоб посилити свої війська перед черговою битвою.
Під час кожного ходу гравець також може витрачати очки досліджень на покращення свого дракона — вивчення нових навичок або на освоєння нових типів військ. Всі ці покращення розбиті на чотири рівні — чим кращі навички, тим дорожче вони коштуватимуть.
Видів військ у Dragon Commander досить багато. Перед самою битвою гравцеві дається можливість вибрати того, хто поведе його війська в бій: один із чотирьох генералів, дракон (під управлінням гравців) або армія залишиться сама по собі. Кожен із генералів підходить для різноманітних битв — хтось є майстром битв на морі, а хтось добрий у захисті. Важливо запам'ятати, що дракон може брати участь лише в одній битві протягом ходу, так що призначати його потрібно туди, де шанси на перемогу найпримарніші. Крім того, у кожного з учасників є столиця, захоплення якої — надзвичайно затратне та трудомістке завдання.

## Синопсис
Події відбуваються за тисячі років до будь-якої іншої гри Divinity. Імперія, яка контролює весь Рівеллон, розвалюється після того, як бастарди імператора вчинили переворот. Бастарди розривають країну між собою, використовуючи ті самі технології, які колись давно об'єднали імперію. Чарівник Максос переконує одного з них, сина імператора та дракона стати командором драконів і знову воз'єднати Рівелон. Керуючи дирижаблем під назвою «Ворон», Командор повинен відвоювари відносно невеликі острови у ворожої фракції, щоб збільшити свої сили та завоювати достатню повагу і претендувати на трон імперії.
Після завоювання першої карти інші бастарди бачать у Командорі Драконів загрозу і конфлікт переміщується в серце Рівелона. Командор тепер бореться на набагато більшій карті проти своїх трьох зведених братів і сестер. Командор також знайомиться з Корвусом, демоном, якого Максус ув'язнив (фізично та психічно) у Вороні та допитує його про магічні секрети.
Після того, як Командор завойовує серце Рівелону і перемагає своїх братів і сестер, Корвус виривається з-під контролю Максоса та захоплює рештки ворожих сил у Рівелоні, демонструючи, що він допоміг усім чотирьом претендентам раніше, щоб знищити переможця. Оскільки Корвус розділився на частини, щоб контролювати свої армії, перемоги Командора фактично вбивають його шматок за шматком. Зрештою він зазнає поразки, усі технології війни знищено, щоб уникнути нового перевороту, і в імперії (або республіці, залежно від вибору гравця) настає мирний період.

## Розробка
Dragon Commander було анонсовано 11 серпня 2011 року. До цього моменту робочою назвою проєкту була «Project D», подібно до того, як свого часу Divinity: Original Sin називалася «Project E». Dragon Commander була представлена на Gamescom у 2011 році для журналістів і привернула до себе увагу новаторськими ідеями, які журналісти з Rock, Paper, Shotgun описали як «амбітну та візуально чудову суміш рольової гри, стратегії та повітряних боїв, приправлених всілякими скаженими дурницями».
Dragon Commander розроблялася одночасно з Divinity: Original Sin, після випуску Divinity II у 2009 році, поспішна розробка якого залишила Larian Studios у боргах. На той час у Larian було лише близько 30 штатних працівників. За словами генерального директора Larian Свена Вінке, Dragon Commander спочатку мала бути масштабнішим із двох одночасних проєктів, тоді як Original Sin мала вийти першою і бути меншою, більш традиційною рольовою грою. Проте з часом Larian прийняли рішення зосередити свої зусилля на Original Sin, значно розширивши проєкт. Частину коштів з Dragon Commander було вилучено і він вийшов у стані, який Вінке вважав незадовільним.

## Оцінки і відгуки
| Агрегатор  | Оцінка |
| ---------- | ------ |
| Metacritic | 76/100 |

| Видання        | Оцінка |
| -------------- | ------ |
| Destructoid    | 7.5/10 |
| Eurogamer      | 7/10   |
| Game Informer  | 7.5/10 |
| GameSpot       | 8.0/10 |
| IGN            | 7.8/10 |
| PC Gamer (США) | 85/100 |

Dragon Commander отримав змішані відгуки від ігрової спільноти. Видання Game Spot назвали гру цікавою знахідкою, хоча і поскаржилися на деякі технічні і графічні недоліки. Схожі думки були і в IGN, які оцінили значущі вибори та великі битви, але зауважили на «хиткі елементи керування та нерівну графіку Dragon Commander». Eurogamer у свою чергу були більш критичними: «жоден із окремих елементів не є особливо добрим, але разом вони утворюють щось набагато цікавіше, ніж ви могли б очікувати; можливо, цікавішим, ніж того заслуговує» і врешті назвали гру «абсурдною і дуже колоритною». Рецензенти з Game Informer порадили вдосконалити бойову систему у грі, «бо наразі нею можуть насолодитися лише шанувальники хардкорних стратегій». У Destructoid назвали гру веселою, але і відмітили «деякі недоліки, які важко ігнорувати». А PC Gamer залишилися задоволеними «барвистою, веселою і незабутньою стратегією, створеною для розваг, елементи якої, напрочуд добре поєднуються».